# Dongfeng Fengdu
Fengdu (风度) — суббренд Zhengzhou Nissan, подразделения Dongfeng Automobile, представленный в 2013 году на Шанхайском автосалоне. Поскольку целью бренда Fengdu является сосредоточение внимания на производстве кроссоверов, компания начала свою деятельность с выпуска снятых с производства внедорожников Nissan с логотипом Dongfeng.

## История
Компания Dongfeng решила разнообразить модельный ряд Dongfeng CUV. С этой целью был создан суббренд Fengdu. Более старая оснастка Nissan была установлена в Китае компанией Zhengzhou-Nissan для производства Nissan X-Trail второго поколения, переименованного в Dongfeng Fengdu MX6.

## Модельный ряд
Текущая гамма Fengdu включает следующие модели:
- Dongfeng Fengdu MX3;
- Dongfeng Fengdu MX5 — пятидверный компактный кроссовер на базе Aeolus AX7;
- Dongfeng Fengdu MX6 — пятидверный компактный кроссовер на базе Nissan X-Trail;
- Dongfeng Fengdu Paladin — пятидверный среднеразмерный кроссовер на базе Nissan Terra.

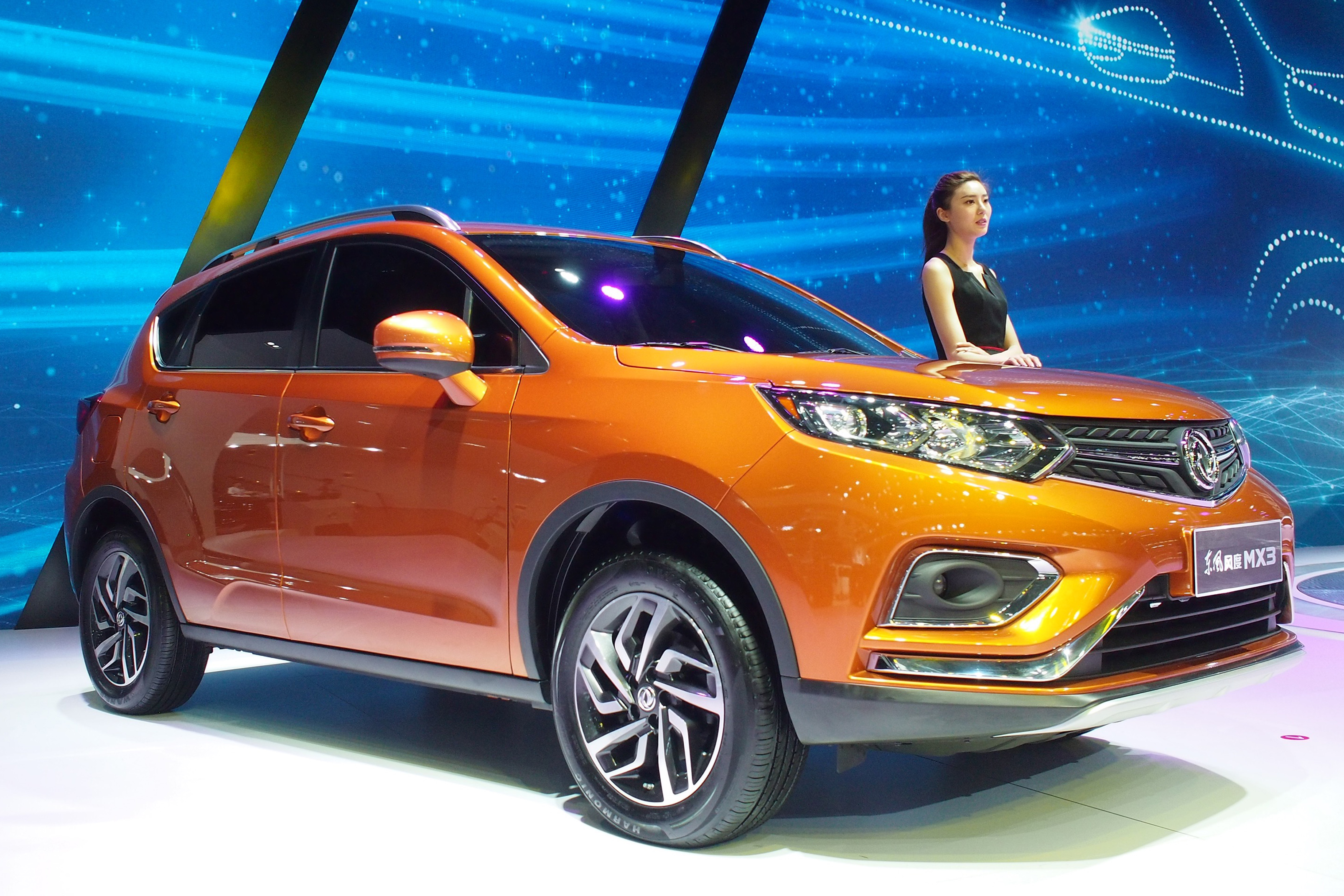
Fengdu MX3
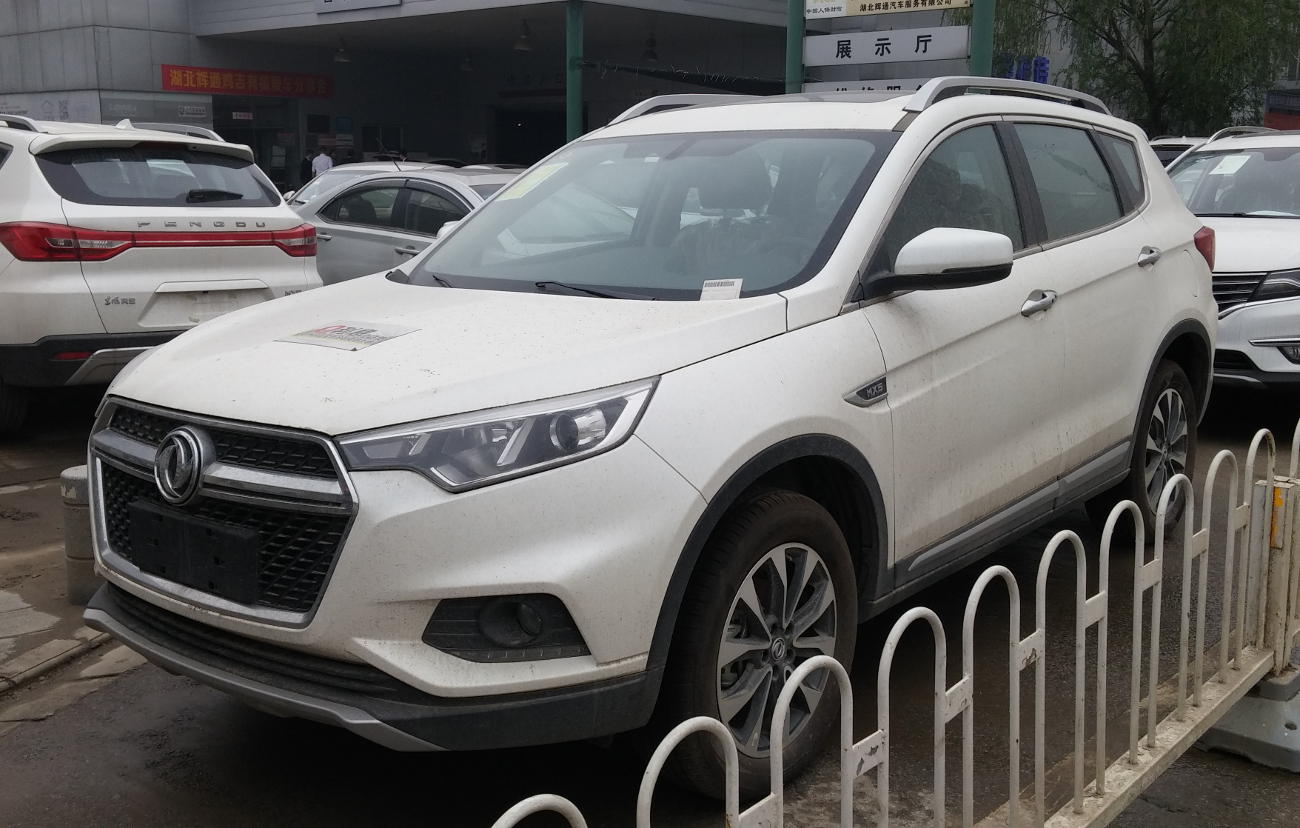
Fengdu MX5
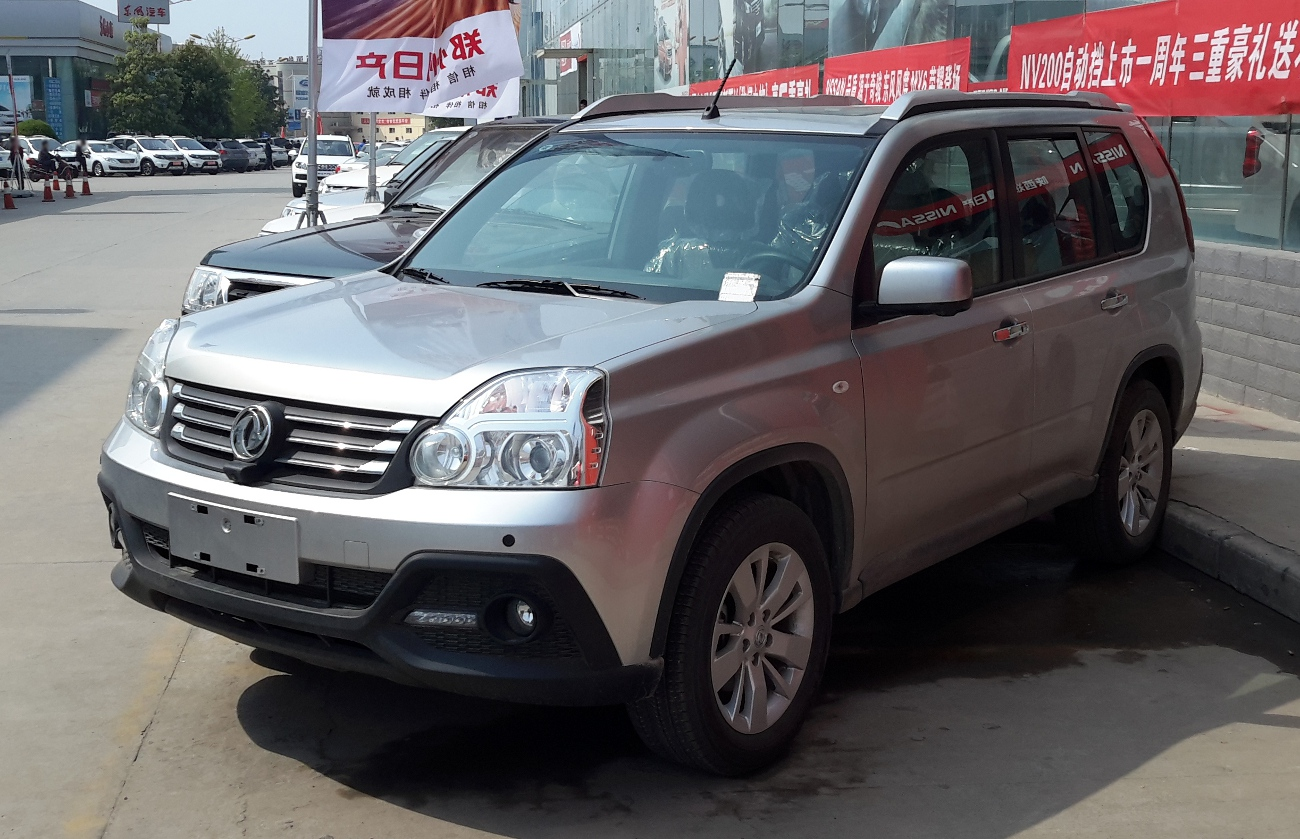
Fengdu MX6